# 天主教宿霧總教區
天主教宿霧耶穌至聖聖名總教區（拉丁語：Archidioecesis Sanctissimi Nomini Iesu sive Cæbuana）是羅馬天主教會以菲律賓中部城市宿霧為中心的一個總教區，下轄四個教區。
現任總主教為若瑟·塞羅菲阿·帕爾馬，輔理主教為米迪菲爾·B·比爾洛恩斯，榮休輔理主教為埃米利奧·L·巴塔克拉恩。2006年有教友3,415,000名，佔轄區總人口達90.1%。此總教區由738名司鐸名管理137個堂區。
1595年8月14日升為教區，受轄於馬尼拉總教區。1934年4月28日升為總教區，第一位國籍主教就職。